# Adrianus van der Vaart
Adrianus van der Vaart (Wilnis, 26 december 1901 – aldaar, 28 juli 2008) was vanaf 19 maart 2008 de oudste levende man van Nederland, na het overlijden van Johannes van der Giessen. Deze titel heeft hij 132 dagen gedragen.
Van der Vaart was een voormalig verzekeringsagent en tapijthandelaar. Hij woonde tot aan zijn overlijden nog op zichzelf in zijn geboorteplaats Wilnis, dicht bij de boerderij waar hij werd geboren. Wel ontving hij veel hulp. Zijn gelaat vertoonde nog geen enkele rimpel, maar zijn gehoor was hij wel kwijtgeraakt en ook spreken ging hem in de laatste periode van zijn leven niet goed meer af waardoor hij aangewezen was op een soort gebarentaal. In 2007 scheurde hij vanwege een valpartij zijn bekken. Verder was hij voor zijn leeftijd tamelijk kras en bijvoorbeeld nog in staat om zelfstandig te douchen.
Tot kort voor zijn overlijden dronk Van der Vaart regelmatig port en rookte hij sigaren, maar daar besloot hij van de ene dag op de andere om gezondheidsredenen mee te stoppen.
Van der Vaart werd 106 jaar en 215 dagen oud. Zijn opvolger was de in Antwerpen geboren Jos Wijnant.